# Samoyèdes
Pour les articles homonymes, voir Samoyède.
Les Samoyèdes (autre transcription : Samoïèdes) sont un ensemble de plusieurs peuples semi-nomades de Sibérie (Russie), qui vivent partiellement en autarcie, de chasse, de pêche, et d'élevage de rennes.
Leurs chiens sont nommés également samoyèdes.
Les langues parlées par ces peuples sont dites langues samoyèdes.

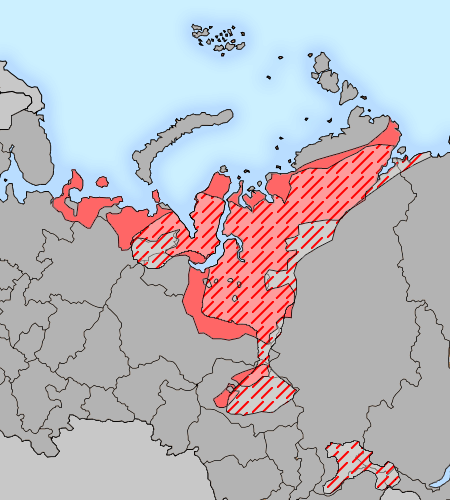
Répartition des peuples parlant une langue samoyède au XVIIe siècle (partie hachurée) et au XXe siècle (partie colorée).

Nonobstant certaines étymologies populaires ou naïves, le terme samoyède est une adaptation russe du nom générique que se donnaient eux-mêmes les Samis proto-ouraliens.

## Peuples samoyèdes
Les peuples samoyèdes incluent :
- Peuples samoyèdes du nord
  - Nénetses
  - Énètses
  - Nganassanes
- Peuples samoyèdes du sud
  - Selkoupes
  - Kamasses ou Kamasin

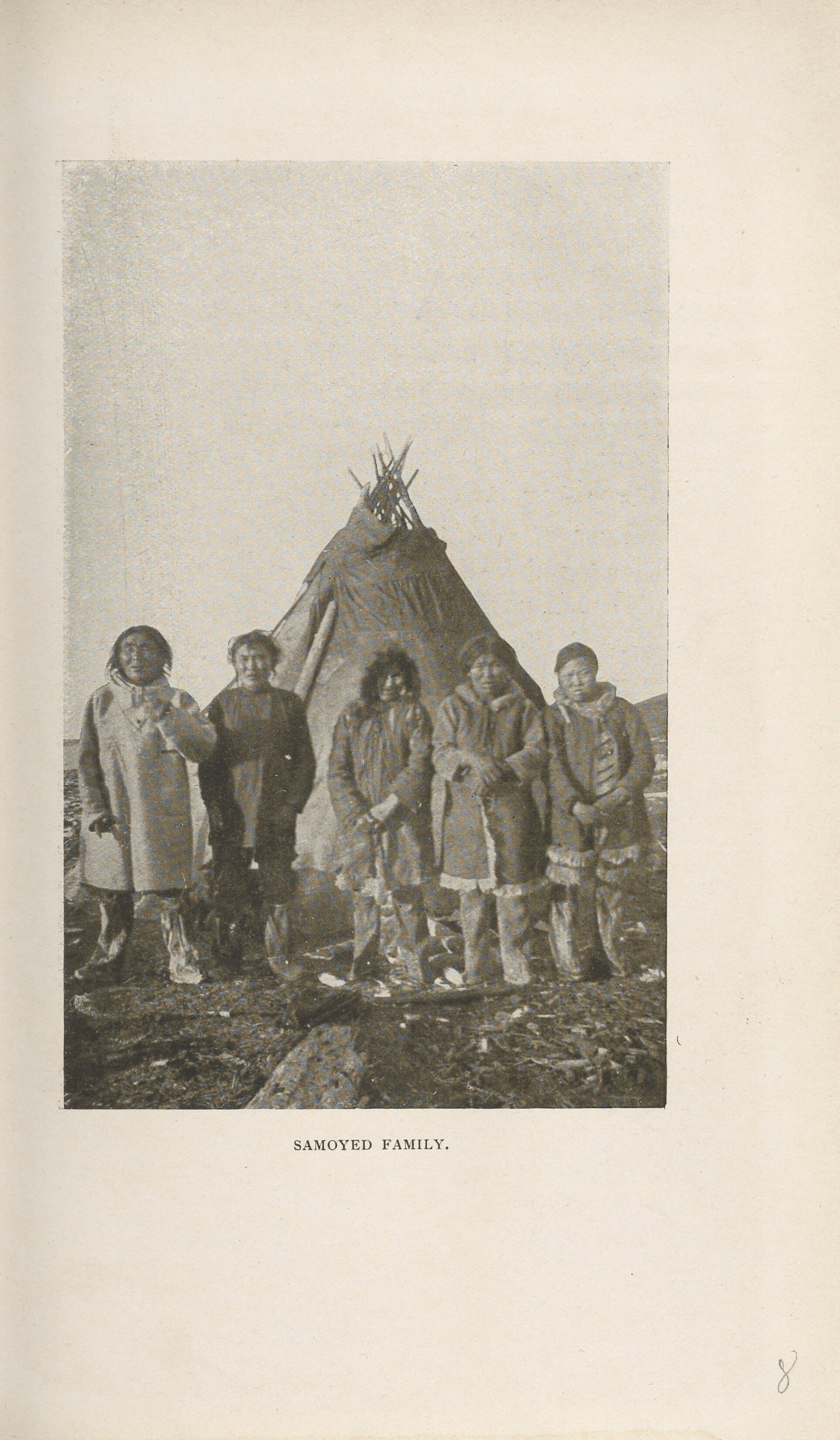
En 1914 photographiés par Maria Antonina Czaplicka.

  - Mators ou Motor (groupe aujourd'hui éteint ou assimilé)
  - Koïbals (groupe aujourd'hui éteint ou assimilé)

## Localisation
La majorité des Samoyèdes sont des Nenets représentant environ 34 000 individus. Ils vivent dans trois districts autonomes de Russie :
- Nénétsie,
- Iamalie ou Iamalo-Nénétsie,
- Taïmyrie, autrefois nommée Dolgano-Nénétsie, ancien district autonome aujourd'hui intégré au kraï de Krasnoïarsk.